# Trebur
Trebur település Németországban, Hessen tartományban. Lakosainak száma 13 162 fő (2023. december 31.).

## Népesség
A település népességének változása:
| Lakosok száma | 13 208 | 13 294 | 13 208 | 13 196 | 13 162 |
|               | 2017   | 2019   | 2021   | 2022   | 2023   |